# Lee Sung-U
Lee Sung-U (* 21. Februar 1959 in Changhŭng, Chŏllanam-do) ist ein südkoreanischer Schriftsteller.

## Leben
Lee Sung-U wurde in einem kleinen Küstenort der Provinz Süd-Chŏlla geboren. Nach Abschluss der Grundschule besuchte er ein Jahr lang die Mittelschule und lebte getrennt von seiner Familie bei einem Onkel. Als seine Mutter entschied, dass die Familie wieder gemeinsam leben sollte, zog er nach Seoul und besuchte dort die der Chung-Ang Universität zugehörige Mittel- und Oberschule. Er führte ein unstetes Leben, lebte an vielen verschiedenen Orten mit seinem älteren Bruder und eine Zeitlang bei Verwandten.
Er beschloss Theologie zu studieren und wurde nach einer Prüfung als Stipendiat an der Theologischen Hochschule Seoul angenommen. In dieser Zeit vertiefte er sich in die Gedichte von Oh Gyu-won und Chong Hyon-jong und in die Romane von Yi Chong-jun und Yun Heung-gil. Besonders die Werke von Yi Chong-jun dienten ihm als Vorbild.
Bei der Musterung für den Militärdienst wurde bei ihm 1981 Tuberkulose diagnostiziert. Statt Soldat zu werden, ging er zur Kur nach Ch'ŏrwon in der Provinz Kangwon, wo seine Mutter ein Geschäft besaß. Im Dezember desselben Jahres wurde der Roman Porträt des Erysichthon mit dem Hankuk Literaturpreis für Nachwuchsschriftsteller ausgezeichnet. Nach seinem schriftstellerischen Debüt arbeitete er bei der protestantischen Zeitschrift "Welt des Glaubens" (Sinang segye) und mietete sich ein Zimmer im Seouler Arbeiterstadtbezirk Kaebong. Seine schriftstellerische Tätigkeit, das Theologiestudium und das Leben kollidierten stark miteinander, was zur Folge hatte, dass er nach zwei Semestern sein Master-Studium an der Hochschule aufgab.
Ab 1987 widmete er sich schließlich professionell dem Schreiben.
Seit 2001 lehrt er Literatur an der Chosun University.

## Arbeiten

### Koreanisch

#### Erzählungen
- 구평목씨의 바퀴벌레 (Die Kakerlake von Herrn Ku P'yŏngmok) Seoul: Munhak sasangsa 1987
- 日蝕에 대하여 (Über die Sonnenfinsternis) Seoul: Munhak-kwa chisŏngsa 1989
- 세상 밖으로 (Aus der Welt) Seoul: Koryŏwon 1991
- 미궁에 대한 추측 (Vermutungen über das Labyrinth) Seoul: Munhak-kwa chisŏngsa 1994
- 목련공원 (Magnolienpark) Seoul: Munidang 1998
- 사람들은 자기 집에 무엇이 있는지도 모른다 (Die Leute wissen nicht, was in ihrem Haus ist) Seoul: Munhak-kwa chisŏngsa 2001
- 나는 아주 오래 살 것이다 (Ich werde sehr lange leben) Seoul: Munidang 2002
- 심인광고 (Vermisstenanzeige) Seoul: Munidang 2005

#### Romane
- 에리직톤의 초상 (Porträt des Erysichthon) Seoul: Sallim 1990
- 가시나무 그늘 (Dornenschatten) Seoul: JoongAng Ilbo 1991
- 따뜻한 비 (Warmer Regen) Seoul: Ch'aengnamu 1991
- 황금가면 (Goldene Maske) Seoul: Koryŏwon 1992
- 생의 이면 (Die Rückseite des Lebens) Seoul: Munidang 1992
- 내 안에 또 누가 있나 (Wer ist noch in mir?) Seoul: Koryŏwon 1995
- 사랑의 전설 (Die Sage von der Liebe) Seoul: Munidang 1996
- 태초에 유혹이 있었다 (Am Anfang war die Versuchung) Seoul: Munidang 1998
- 식물들의 사생활 (Das verborgene Leben der Pflanzen) Seoul: Munhakdogne 2000

### Übersetzungen

#### Deutsch
- Die Rückseite des Lebens Bad Honnef: Horlemann 1996
- Vermutungen über das Labyrinth Bielefeld: Pendragon 2005
- Das verborgene Leben der Pflanzen. Roman. Aus dem Koreanischen von Ki-Hyang Lee. Zürich : Unionsverlag 2014
- Die Messer: Novelle: Märchenwald Verlag 2023
- Der Blick zur Mittagszeit: Thelem 2024

#### Englisch
- The Reverse Side of Life Peter Owen 2005

#### Französisch
- L'envers de la vie Paris: Zulma 2000
- La vie rêvée des plantes Gallimard 2009
- Le Vieux Journal SERGE SAFRAN 2013

#### Spanisch
- La Vida Secreta de las Plantas Ediciones del Ermitaño 2009

## Auszeichnungen
- 2021 – Yi-Sang-Literaturpreis
- 2010 – Hwang Sun-wŏn Literaturpreis
- 2007 – Preis für zeitgenössische Literatur in der Kategorie Romane
- 2003 – Lee Hyo-sŏk Literaturpreis
- 2002 – Tongsŏ Literaturpreis
- 1993 – Taesan Literaturpreis in der Kategorie Romane
- 1981 – Koreanische Literaturpreis für Nachwuchsautoren